# Nobuaki Kobayashi
Nobuaki Kobayashi 小林 伸明, Kobayashi Nobuaki (Japón, 26 de marzo de 1942-25 de noviembre de 2019) fue un jugador de billar a tres bandas japonés.

## Biografía
Luego de quedar segundo ante el belga Raymond Ceulemans en tres oportunidades (1970, 1972 y 1973) en el Campeonato Mundial de la UMB a tres bandas, Kobayashi pudo vencer a Ceulemans, y obtuvo el título mundial en 1974. Con este triunfo, acabó con los diez años de reinado de Ceulemans como campeón. Posteriormente, Kobayashi admitió haber grabado con una cámara las actuaciones de Ceulemans en la temporada de 1969 en Tokio para estudiar el estilo de juego del jugador belga.
Una década más tarde, ganó nuevamente a expensas de Ludo Dielis, pero no tuvo éxito al año siguiente, y perdió nuevamente ante Ceulemans. Por más de tres décadas, fue el único asiático en ganar el Campeonato de billar a tres bandas, hasta Ryuuji Umeda, quien ganó el título en 2007. Su hijo, Hideaki Kobayashi, es también jugador de billar a tres bandas.

## Palmarés
- 9 campeonatos japoneses de billar a tres bandas
- 2 campeonatos mundiales de la UMB a tres bandas (1974, 1984)